# Manu Adriaens
Manu Adriaens (Varsenare, 31 juli 1959) is een Belgisch Nederlandstalig auteur en journalist. 

## Levensloop
Manu Adriaens volgde zijn middelbare studies aan het Sint-Janscollege te Meldert, (Hoegaarden). Daarna studeerde hij aan het Instituut voor Journalisten in Brussel. Hij belandde in de voltijdse journalistiek toen hij in 1983 in dienst trad van de uitgeverij Roularta. Daarvoor had hij al op losse basis voor diverse bladen geschreven. In 1986 koos hij opnieuw voor het freelancebestaan en tot op vandaag is hij werkzaam als zelfstandig publicist. In die hoedanigheid maakte hij op het einde van de 20e eeuw talrijke interviews voor het weekblad Humo en De Standaard der Letteren, de literatuurbijlage van de gelijknamige krant.
Daarnaast publiceerde Manu Adriaens een dertigtal boeken over de meest uiteenlopende onderwerpen. Tot zijn bekendste behoort Niet van horen zeggen (1988), de memoires van tweevoudig wereldkampioen wielrennen Freddy Maertens. Dat boek werd een heuse bestseller, waarna het een Franse en Engelse vertaling kreeg. Zijn kennis van de Vlaamse en Nederlandse lichte muziek verzamelde Manu Adriaens in de naslagwerken De complete kleinkunstgeschiedenis (1998) en Ik hou van jou – Het verhaal van de Vlaamse showbizz (2000). Aan de in 1984 overleden zangeres Ann Christy wijdde hij twee boeken: Ik ben gewoon anders (1985) en Want de roos overleeft (2009). Over laatstgenoemde maakte hij samen met de regisseuse Cecilia Marichal ook de tv-documentaire Maar ik ben Ann (1994).
Met diezelfde Cecilia Marichal draaide Manu Adriaens in 1995 de documentaire De aangeklede dood over de aparte wereld van de begrafenisondernemers. Verder werkte hij mee achter de schermen van verscheidene radio- en tv-programma's van de openbare omroep. Zo maakte hij deel uit van de redactieploeg van Incredibile, een eigenzinnig praatprogramma van televisiepresentator Felice Damiano (Dré Steemans). In 2003 schreef hij in opdracht van Tony Mary, de toenmalige grote baas van de VRT, het officiële jubileumboek Blijven kijken! naar aanleiding van 50 jaar Vlaamse televisie. Sinds 2012 verschenen van zijn hand meerdere boeken in verband met zingeving en spiritualiteit. 

## Beknopte bibliografie
- Ann Christy – Ik ben gewoon anders (1985)
- Jempi: getuigenissen over wereldkampioen 1970 Jean-Pierre Monseré (1986)
- Het fenomeen tweelingen in Nederland en Vlaanderen (1988)
- Freddy Maertens – Niet van horen zeggen (1988)
- Nooit meer hetzelfde (1990)
- Van u, prins, geen kwaad (1990)
- Klasgenoten (1990)
- Paula D’Hondt – Mens voor mens (1991)
- Het geslacht van sport is vrouwelijk (1992)
- Ik weet nog goed : het dorp Wijnendale in de twintigste eeuw (1992)
- Johan Verminnen – Zingen tot morgenvroeg (1994)
- Ann Salens – Ik wil niet aan deze wereld wennen (1995)
- De Muur van Geraardsbergen (1996)
- De komplete kleinkunstgeschiedenis (1998)
- Ik hou van jou – Het verhaal van de Vlaamse showbizz (2000)
- Theaterbeesten (2001)
- Blijven kijken! (2003)
- Mark Vanlombeek - Goeiemiddag, beste sportliefhebbers (2004)
- Minnares Amsterdam (2006)
- Lof der stilte (2007)
- En we zouden iets van ons leven maken (2008)
- Ann Christy – Want de roos overleeft (2009)
- De eretribune van het leven. Vlaamse journalisten over het vak (2010)
- Volg je eigen ster. Wensen voor kerst & nieuwjaar (2010)
- Zot van de koers (2011)
- Lof der zachtheid (2012)
- Maak een lightversie van jezelf (2014)
- Wijsheid maakt je jonger (2015)
- Het kleine grootouderboek (2016)
- Vind de boeddha in jezelf (2017)
- Camps 75 – Een leven van inkt, nylons en masseerolie (2018)
- Klein geluk kan nog groeien (2019)
- Waarom zestigers gelukkiger zijn dan veertigers (2020)
- Leven is een kwetsbaar beroep (2021)
- Koersgeluk (2022)
- Leven is het meervoud van lef (2022)
- Heerlijke helende stilte (2024)
- De wijsheid van Amsterdam (2024)

- Gemeinsame Normdatei: 142378240
- International Standard Name Identifier: 0000 0000 8238 8192
- Library of Congress Control Number: no95028538
- Nederlandse Thesaurus van Auteursnamen: 074323687
- Virtual International Authority File: 56195322
- WorldCat: E39PBJxWVQtgJGRgGqvVgqQwmd